# 引火物

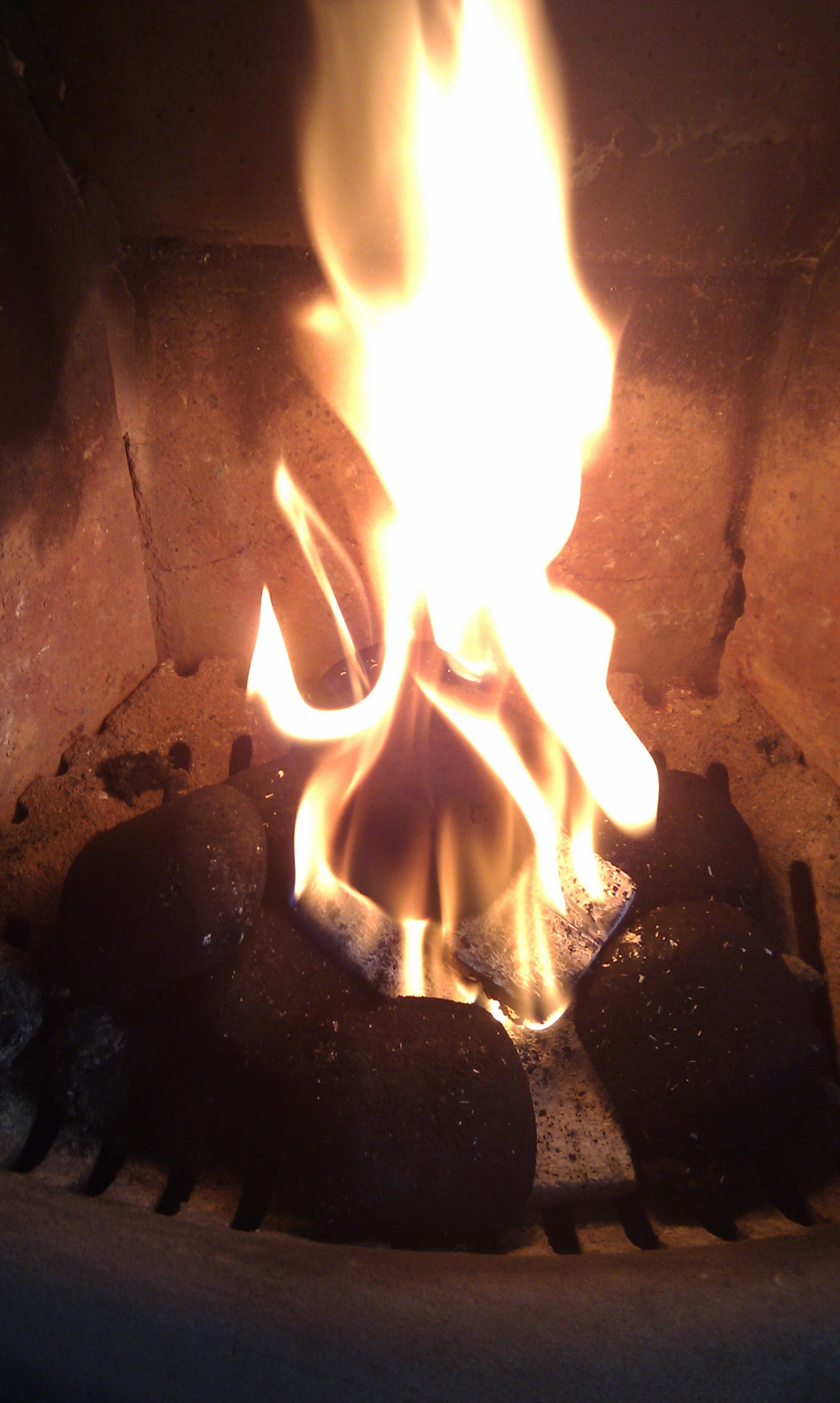
被引燃的引火物

引火物是一種用於起火的小型固體燃料片，引火物通常和木頭或煤炭一起使用。然而，引火物也能夠單獨使用當作是燃料通常設計和用於在便攜式鍋子上。
引火物在危險貨物編號中為2623，屬於危險品和危險物質，並被定義為「帶有易燃液體的固體」。